# Marion Ross
Marion Ellen Ross de nombre real Marian Ellen Ross (Watertown, Minnesota, 25 de octubre de 1928) es una actriz y actriz de voz estadounidense.

## Carrera
Su papel más conocido es el de Marion Cunningham en la serie de televisión de la ABC Happy Days, en la que actuó desde 1974 hasta 1984 y recibió dos nominaciones al Premio Primetime Emmy. Antes de su éxito en Happy Days, Ross apareció en una variedad de películas, apareciendo en The Glenn Miller Story (1954), Sabrina (1954), Lust for Life (1956), Teacher's Pet (1958), Some Came Running (1958) , Operation Petticoat (1959) y Honky (1971), así como varios papeles menores de televisión, uno de ellos en The Lone Ranger (1954). Ross también actuó en The Evening Star (1996), por la cual fue nominada para el Globo de Oro a la Mejor Actriz de Reparto.
Desde la década de 1990, Ross ha sido conocida por su trabajo de doblaje en series de televisión animadas como King of the Hill y SpongeBob SquarePants entre otros, y papeles recurrentes en The Drew Carey Show, That '70s Show, Gilmore Girls y Brothers & Sisters.